# Mulungu Patera
La Mulungu Patera è una struttura geologica della superficie di Io.